# Dolicheremaeus punctatus
Dolicheremaeus punctatus är en kvalsterart som beskrevs av Sandór Mahunka 2000. Dolicheremaeus punctatus ingår i släktet Dolicheremaeus och familjen Tetracondylidae. Inga underarter finns listade i Catalogue of Life.